# Observatório Meteorológico do Funchal
O Observatório Meteorológico do Funchal (OMF) é um observatório português, localizado na cidade do Funchal, na Madeira. Constitui uma das duas delegações regionais do Instituto Português do Mar e da Atmosfera (IPMA). Atualmente tem como diretor Vítor Prior.
A sua missão consiste em monitorizar e estudar os diversos elementos meteorológicos e climáticos na região, contando para isso com instrumentos para medir a precipitação (pluviómetro e pluviógrafo), o vento (anemómetro anemógrafo), a humidade (psicrómetro), a pressão atmosférica (barómetro e barógrafo), a temperatura do ar e do solo (termómetros), a evaporação (evaporímetro de Piche), a intensidade da radiação (espectrofotómetro), a visibilidade (visibilímetro), a insolação (heliógrafo), os sismos (sismógrafo), entre outros.